# Heimatkrimi
Unter der Bezeichnung Heimatkrimi produzierte der Bayerische Rundfunk Krimis aus verschiedenen bayerischen Gegenden. Von 2008 bis 2014 wurde jährlich ein Film im Regionalprogramm Bayerisches Fernsehen veröffentlicht.
Seit 2014 wurde vorerst kein weiterer BR-Heimatkrimi speziell fürs Regionalprogramm produziert, denn die weiteren Filme mit Kommissar Kluftinger wurden im Ersten gesendet, während die Eberhoferkrimis als Kinofilme produziert wurden.

## Hintergrund
Die Verfilmungen von bayerischen Regionalkrimis zeichnen sich durch ihre humorvollen, skurrilen und mitunter auch satirischen Handlungen aus. Als Drehorte wurden entsprechend passende Kulissen gewählt wie München, Starnberg, Garmisch-Partenkirchen, Simbach am Inn, Rotthalmünster, Bad Griesbach im Rottal, Kempten (Allgäu), Memmingen, Bamberg, Frontenhausen und andere.
2014 startet der ORF eine ähnliche Krimireihe unter dem Titel Landkrimi.

## Filmübersicht
| Nr. | Erstveröffentlichung | Erstveröffentlichung | Film                                      | Regie             | Ermittler                                            | Bemerkung                                                                     |
| Nr. | Kino                 | TV                   | Film                                      | Regie             | Ermittler                                            | Bemerkung                                                                     |
| --- | -------------------- | -------------------- | ----------------------------------------- | ----------------- | ---------------------------------------------------- | ----------------------------------------------------------------------------- |
| 1   | –                    | 12. Apr. 2008        | Freiwild. Ein Würzburg-Krimi              | Manuel Siebenmann | Peter Haller und Birgit Sacher                       | Fernsehfilm, Erstsendung im BR                                                |
| 2   | –                    | 26. Sep. 2009        | Erntedank. Ein Allgäu-Krimi               | Rainer Kaufmann   | Kommissar Kluftinger                                 | Fernsehfilm, Erstsendung im BR                                                |
| 3   | –                    | 23. Okt. 2010        | Sau Nummer vier. Ein Niederbayernkrimi    | Max Färberböck    | Gisela Wegmeyer und Florian Lederer                  | Fernsehfilm, Erstsendung im BR                                                |
| 4   | –                    | 1. Okt. 2011         | Föhnlage. Ein Alpenkrimi                  | Rainer Kaufmann   | Hubertus Jennerwein, Nicole Schwattke, Johann Ostler | Gewinner des Bernd Burgemeister Fernsehpreises Fernsehfilm, Erstsendung im BR |
| 5   | –                    | 26. Apr. 2012        | Milchgeld. Ein Kluftingerkrimi            | Rainer Kaufmann   | Kommissar Kluftinger                                 | Fernsehfilm, Erstsendung im Ersten                                            |
| 6   | –                    | 27. Okt. 2012        | Bamberger Reiter. Ein Frankenkrimi        | Michael Gutmann   | Peter Haller und Birgit Sacher                       | Fernsehfilm, Erstsendung im BR                                                |
| 7   | –                    | 19. Okt. 2013        | Paradies 505. Ein Niederbayernkrimi       | Max Färberböck    | Gisela Wegmeyer und Florian Lederer                  | Fernsehfilm, Erstsendung im BR                                                |
| 8   | –                    | 28. Nov. 2013        | Seegrund. Ein Kluftingerkrimi             | Rainer Kaufmann   | Kommissar Kluftinger                                 | Fernsehfilm, Erstsendung im Ersten                                            |
| 9   | 1. Aug. 2013         | 5. Dez. 2013         | Dampfnudelblues. Ein Eberhoferkrimi       | Ed Herzog         | Franz Eberhofer                                      | Kinofilm, TV-Erstsendung im Ersten                                            |
| 10  | –                    | 18. Okt. 2014        | Die reichen Leichen. Ein Starnbergkrimi   | Dominik Graf      | Lu Reinhold und Ariane Fink                          | Fernsehfilm, Erstsendung im BR                                                |
| 11  | 16. Okt. 2014        | 25. Juli 2016        | Winterkartoffelknödel. Ein Eberhoferkrimi | Ed Herzog         | Franz Eberhofer                                      | Kinofilm, TV-Erstsendung im Ersten                                            |
| 12  | –                    | 24. Nov. 2016        | Herzblut. Ein Kluftingerkrimi             | Lars Montag       | Kommissar Kluftinger                                 | Fernsehfilm, Erstsendung im Ersten                                            |
| 13  | –                    | 1. Dez. 2016         | Schutzpatron. Ein Kluftingerkrimi         | Lars Montag       | Kommissar Kluftinger                                 | Fernsehfilm, Erstsendung im Ersten                                            |
| 14  | 11. Aug. 2016        | 26. Juli 2017        | Schweinskopf al dente. Ein Eberhoferkrimi | Ed Herzog         | Franz Eberhofer                                      | Kinofilm, TV-Erstsendung im Ersten                                            |
| 15  | 3. Aug. 2017         | 6. Aug. 2018         | Grießnockerlaffäre. Ein Eberhoferkrimi    | Ed Herzog         | Franz Eberhofer                                      | Kinofilm, TV-Erstsendung im Ersten                                            |
| 16  | 9. Aug. 2018         | 19. Aug. 2019        | Sauerkrautkoma. Ein Eberhoferkrimi        | Ed Herzog         | Franz Eberhofer                                      | Kinofilm, TV-Erstsendung im Ersten                                            |
| 17  | 1. Aug. 2019         | 3. Aug. 2020         | Leberkäsjunkie. Ein Eberhoferkrimi        | Ed Herzog         | Franz Eberhofer                                      | Kinofilm, TV-Erstsendung im Ersten                                            |
| 18  | 5. Aug. 2021         | 8. Aug. 2022         | Kaiserschmarrndrama. Ein Eberhoferkrimi   | Ed Herzog         | Franz Eberhofer                                      | Kinofilm, TV-Erstsendung im Ersten                                            |
| 19  | 4. Aug. 2022         | 7. Aug. 2023         | Guglhupfgeschwader. Ein Eberhoferkrimi    | Ed Herzog         | Franz Eberhofer                                      | Kinofilm, TV-Erstsendung im Ersten                                            |
| 20  | 10. Aug. 2023        | 22. Juli 2024        | Rehragout-Rendezvous. Ein Eberhoferkrimi  | Ed Herzog         | Franz Eberhofer                                      | Kinofilm, Produktion Sommer 2022                                              |
| 21  | Sommer 2026          |                      | Steckerlfischfiasko                       | Ed Herzog         | Franz Eberhofer                                      | Kinofilm                                                                      |

Einige der hier aufgeführten Filme werden auch als Einzelserie geführt: